# Vogtlandschanzen
Vogtlandschanzen – kompleks skoczni narciarskich w niemieckiej miejscowości Klingenthal. W jego skład wchodzą skocznie K77 i K60.
Kompleks wybudowano w 1933, później wielokrotnie był on przebudowywany.
Rekord skoczni, wynoszący 86 metrów, osiągany był pięciokrotnie w latach 1998-2004 przez Marcusa Schneidera, Jensa Deimela, Erica Frenzela, Dejana Plevnika i Maxime Laheurte.